# Malvillers
Malvillers és un municipi francès situat al departament de l'Alt Saona i a la regió de Borgonya - Franc Comtat. L'any 2007 tenia 77 habitants.

## Demografia

### Població
El 2007 la població de fet de Malvillers era de 77 persones. Hi havia 37 famílies, de les quals 8 eren unipersonals (8 homes vivint sols), 17 parelles sense fills, 8 parelles amb fills i 4 famílies monoparentals amb fills.
La població ha evolucionat segons el següent gràfic:
Habitants censats

### Habitatges
El 2007 hi havia 52 habitatges, 36 eren l'habitatge principal de la família, 11 eren segones residències i 5 estaven desocupats. 49 eren cases i 3 eren apartaments. Dels 36 habitatges principals, 33 estaven ocupats pels seus propietaris i 3 estaven llogats i ocupats pels llogaters; 2 tenien dues cambres, 5 en tenien tres, 10 en tenien quatre i 19 en tenien cinc o més. 27 habitatges disposaven pel capbaix d'una plaça de pàrquing. A 16 habitatges hi havia un automòbil i a 16 n'hi havia dos o més.

### Piràmide de població
La piràmide de població per edats i sexe el 2009 era:
| Homes | Edats   | Dones |
| ----- | ------- | ----- |
| 0     | 95 o +  | 0     |
| 0     | 90 a 94 | 0     |
| 0     | 85 a 89 | 0     |
| 0     | 80 a 84 | 0     |
| 4     | 75 a 79 | 0     |
| 8     | 70 a 74 | 12    |
| 0     | 65 a 69 | 4     |
| 0     | 60 a 64 | 4     |
| 0     | 55 a 59 | 0     |
| 0     | 50 a 54 | 0     |
| 4     | 45 a 49 | 0     |
| 8     | 40 a 44 | 0     |
| 12    | 35 a 39 | 4     |
| 0     | 30 a 34 | 8     |
| 0     | 25 a 29 | 0     |
| 0     | 20 a 24 | 0     |
| 0     | 15 a 19 | 4     |
| 0     | 10 a 14 | 8     |
| 4     | 5 a 9   | 0     |
| 0     | 0 a 4   | 0     |

## Economia
El 2007 la població en edat de treballar era de 45 persones, 36 eren actives i 9 eren inactives. De les 36 persones actives 35 estaven ocupades (23 homes i 12 dones) i 1 aturada (1 dona i 1 dona). De les 9 persones inactives 5 estaven jubilades, 2 estaven estudiant i 2 estaven classificades com a «altres inactius».
Activitats econòmiques
Dels 5 establiments que hi havia el 2007, 2 eren d'empreses de comerç i reparació d'automòbils, 2 d'empreses de transport i 1 d'una empresa d'hostatgeria i restauració.
L'any 2000 a Malvillers hi havia 7 explotacions agrícoles que ocupaven un total de 231 hectàrees.

## Poblacions més properes
El següent diagrama mostra les poblacions més properes.